# 考夏姆比縣
考夏姆比縣是印度的一個縣，位於該國北部，由北方邦負責管轄，面積1,903平方公里，識字率為63.69%，2011年人口1,596,909，人口密度為每平方公里839人。

## 外部連結
- 官方网站

25°31′51″N 81°22′38″E / 25.530744°N 81.377292°E